# ご当地グルメ
ご当地グルメ（ごとうちグルメ）は、日本の特定地域内において、地域振興活動の一環として伝統にこだわらず開発・発祥・定着した料理の総称である。B-1グランプリ主催者は「B級ご当地グルメ」の呼称を推奨しているが、根付いているとは言い難く、一般的にはご当地グルメ（B級ご当地グルメ）を「B級グルメ」と呼ぶことも多い。
近年、各地でご当地グルメを利用した地域振興活動が盛んに行われており、雑誌やテレビなどで多く取り上げられている。

## 概要
かつて、日本においては物流の整備と発展により、海から遠い山深い温泉地であってもマグロの刺身が提供されるなど食に感動があったとは言い難かった。しかしながら、『旅行者動向2009年』（日本交通公社）に拠れば、旅行の目的は第1位の「日常生活からの解放」に次ぐ2位が「グルメ旅行」となっているなど、食が主要な観光資源になっている。
郷土の歴史と文化が色濃く、旅行者にとってはその地域の個性のとの触れ合いがあり、その地域の歴史の発見が体験でき、地元の市民との交流につながるのが、ご当地グルメである。
2006年から開催されるようになった「ご当地グルメでまちおこし団体連絡協議会（通称：愛Bリーグ）」主催によるB-1グランプリは成功を収めた。一例として2010年に神奈川県厚木市で開催された第5回B-1グランプリでは46団体が参加し、2日間の会期中の人手は43万5000人、PR効果を含めた経済効果は約36億円に上ったとされる。こうして、ご当地グルメは、「大金をかけずに地域経済を潤す切り札」として最も効果の高い地域おこしの手法と注目され、日本全国に波及して、類似イベントが開催されるようになり、日本は「ご当地グルメによる地域おこし」の時代というべきものとなった。

## 定義
大まかには、以下のように定義づけられる。
B級グルメ
誰からも好まれる味であり、値段は安め庶民的な外食メニューであり、普段から気軽に食べられる食事の意味。
ご当地グルメ
B級グルメの要件を満たした上で、観光客にアピールする料理であり、地元の食生活に根ざし、その土地の食文化として認識されている料理。
B級ご当地グルメ
B-1グランプリ主催者が命名し、推奨している「ご当地グルメ」の名称。一般的には「B級グルメ」として認識されている。
郷土料理
ある地域の生活の中で、作り食べられ伝承されてきた、その土地特有の料理。ふるさとの味。
田村秀は著作『B級グルメが地方を救う』（2008年、集英社新書、ISBN 978-4087204629）で、（カレーや焼きそばなどは）あえてカタカナ言葉で呼んだほうが似つかわしく身近に感じがすると指摘している。

## 歴史
第二次世界大戦後の日本では、政府は主に工業化に力を入れ、地場産業の育成、企業誘致、新産業の育成といったいわゆる「箱物」に注力した。
しかしながら、経済のグローバル化が進んだことで製造業の多くは生産拠点を日本国外に移転するようになり、日本国内で新規展開を図る企業は減った。地方はシャッター通りが目に付くようになり、商業の空洞化が顕著になった。地方活性化を目的として日本各地にテーマパークが建設されるが、これらも次々と閉園に追い込まれ、合わせて不況の長期化が拍車をかけたことで日本の人々は生きていくのに精一杯な状況に追い込まれていった。食品偽装問題などにより「食の信用」も崩れかけることになる。
一方、各地域で農作物の直売所、農村加工といった「食」による地域おこしやブランド戦略が脚光を浴びるようになっており、その地域から出たあまり知られていない素材や、埋もれていた素材をブランド化することによって、それを目当てに人が訪れて、金を落とし、その土地に経済の波及効果による好循環が生まれることで、地域活性化に結びつけようという論理ができた。この論理による地域活性化が、ご当地グルメが拡大をした理由であり、本来の目的である。
こういった食のブランドと地域をむすび付け、地域の活性化に役立った食品は以前から数多くあり、赤福餅（三重県）、白い恋人（北海道）、福さ屋の辛子明太子（福岡県）、崎陽軒のシウマイ（神奈川県）、鐘崎の笹かまぼこ（宮城県）などが挙げられる。
食のブランド化と地域活性化が脚光を浴びるようになったのは、渡辺英彦が会長を務める富士宮やきそば学会による富士宮やきそばによる成功である。渡辺は誰もが思い描いていた「地域に埋もれていた食による地域おこし」を具現化させ、成功させた。
2006年に八戸せんべい汁研究所のプロデュースで開催されるようになったB-1グランプリもまた、「まちづくりのためのB級ご当地グルメコンテスト」と、まちづくりを主題に位置づけ、参加資格も「まちづくりのため」が重点ポイントとされている。

## ご当地グルメの分類
大きく「発掘型」（または「老舗型」、「発見型」）と「開発型」に分けられる。
発掘型
既に地域住民に十分に親しまれており、特定の地域での消費に限定された地域独特の料理を再評価するもの。
開発型
地域振興などを目的に商品を新規に開発するもの。
発掘型と比べて、開発型は地域との関係が希薄にならないよう注意する必要がある。
また、開発型は商品の創作から定着するまでに時間がかかること、飲食店が主体となった営利活動のイメージがあること、地域住民の参与意識が低いことといった課題があることが指摘されている。
総じて、開発型は、開発から販売、イベント開催やメディアでの広報といったあらゆる過程において、地域との関係性および他地域との差別化といった課題に直面することもあって、成功事例は少ない傾向にある。

## ご当地グルメの種類
日本の各県、各都市で数多くの商品が開発され、コンテストも開催されており、地域経済の活性化、街自体の元気を求めいる。
しかしながら、「コンテストあり」で企画されることも少なくはなく、「まちおこしあり」で企画されるべきであるとご当地グルメの仕掛け人とも呼べる富士宮焼きそば学会の渡辺英彦会長はこの点がもっとも歯がゆいとコメントしている。
実際、ご当地グルメ作りが一過性の活動で終わることも少なくなく、一例として2010年までB-1グランプリに参加していた浜焼き鯖バラちらし寿司（小浜市）は2010年12月時点では小浜市から姿を消している。

## ご当地グルメ開発の特徴
ご当地グルメを開発する場合、活動主体が異なることで、それぞれに特徴がある。良い悪いがあるわけではないが、以下に成功例を事例として記す。

### 市民団体によるによる例
富士宮焼きそば
富士宮市では、昔から多くの焼きそば屋があったため、その焼きそばでの地域おこしが検討された。
市民有志が独自調査の結果、富士宮市は焼きそば消費量が日本一であり、調理製法に独特のものがあったため、2000年に町おこしとして「富士宮やきそば学会」を立ち上げた。
「富士宮やきそば学会」のネーミングのユニーク性や活動がマスコミで報道されたことで有名となり、富士宮焼きそばを目当てにくる観光客も増加、「富士宮やきそば学会」認証によるカップ焼きそば、焼きそば振りかけなどの製品も発売されている。
2001年以降の9年間の経済効果は439億円に上ると試算されている。
厚木シロコロ・ホルモン
厚木市商店会連合会・街づくり推進プロジェクトチームは、厚木市内に多くのホルモン屋があること、他の地域とは異なる形状をしたホルモンを提供する独特の食文化があることに着目し、ホルモン焼きによる町づくりを推進すること決定する。
試行錯誤を経て、2008年の第3回B-1グランプリでゴールドグランプリを獲得。大会後の経済効果は3ヶ月間で30億円に上ると推定される。
プロジェクトチームは厚木シロコロ・ホルモン探検隊となるのだが、この団体メンバーは実際に飲食店を経営しているわけではない、ボランティアでありホルモンとは何ら関係ない職種の者達の集まりである。活動の目的は町づくりであり、飲食店業界の利益だけのためではなく町全体の利益のために活動している。

### 市役所主導による開発後に市民ボランティアの例
八戸せんべい汁
2002年の東北新幹線八戸駅開業を機に新たな特産品を開発しようとする活動が八戸地域8市町村の経済・産業振興の中核を担う一般財団法人八戸地域地場産業振興センターが中心となり行われ、新たな特産品の開発のために煎餅、菓子、農産加工、水産の4つの部会を立ち上げた。その後、煎餅組合や菓子商工業組合などの業界を巻き込んで開発が進んでゆくことになる。
八戸せんべい汁を全国的なブランドにするとともに、八戸の食文化として情報発信するための取組が開始しれ、当時既に食による地域おこしでブランドが確立されていた宇都宮餃子、富士宮焼きそばを参考にした結果、八戸せんべい汁も富士宮市と同様に市民団体が中心となった形態で進めていくことになり、賛同する12人の市民が集まり「八戸せんべい汁研究所」がスタートする。
「八戸せんべい汁研究所」では自分たち同様にご当地グルメでまちおこしをしている団体が一堂に会すれば話題性もでき、日本全国的な情報発信ができるのではないかと考え、日本全国に呼び掛けを行い、第1回B－1グランプリ開催の運びとなる。
観光的には「スター」と呼べるものがない八戸市でも観光客誘致が行えるようになり、地元の人だけが楽しんでいた朝市や朝風呂を巡るツアーも1年で約1000人以上が利用するようになった。

### 市役所主導による開発後に業者の例
宇都宮餃子
1990年、宇都宮市役所職員の提案から活動が始まり、宇都宮市商業観光課が商工会議所の観光コンベンション協会と連携しながら普及活動を行った。
1993年には業界団体「宇都宮餃子会」が発足されたことで、民間主体の活動が活発化した。
事業者（宇都宮餃子会）はアンテナショップ「来らっせ」の拡大定着と店舗の集積化に取り組み、行政がブランド戦略を推進し、ブランド戦力に乗る形で観光コンベンション協会（商工会議所）と事業者（宇都宮餃子会）が様々な仕掛けを行うといった役割分担の形式が定着している。

### 自然発生的な事業者主体の例
広島風お好み焼き
ご当地グルメの代表格ともいわれる。
2011年時点では広島市内には904軒のお好み焼き屋があるといわれている。
行政や商工課などの指導によるわけではなく自然発生的にお好み焼き屋は増えていったものであり、人口1万人当たり7.8店舗数は、大阪市の5.7店舗数抜いて日本1位である。

## ご当地グルメの意義
上述のようにご当地グルメの意義は地域活性化、まちづくりである。ここで言う「まち」とは、市町村の町ではなくて、「すべての人の顔がわかるコミュニティの範囲において、自主性と責任を持った市民が共通目標のもとに相互扶助的なかかわりを持った集団」の意味である。
人間らしく暮らす住みよい「まち」こそが、目指す「まちづくり」であり、住んでよいまちが訪れてよいまちであるため、観光地づくりの基本理念とされる。

## 問題点
マスコミに取り上げられ知名度が高まったご当地グルメには、新たな問題点も発生しており、以下に例示する。
認定店のアルバイトが調理することによる未熟な完成料理
一例として、富士宮焼きそばでは認定取得のため、希望者には研修を課し、終了すると登録が認められるのだが、「富士宮やきそば学会」事務所に苦情の電話が寄せられたことがある。調査の結果、アルバイトが調理していたことが判明し、登録の取り消しが検討された。
同時に商品知識、歴史。調理技法、商品管理などについての品質の勉強会が立ち上げられている。
「グランプリに入賞したB級ご当地グルメ」を名乗る偽者の出現
一例として「富士見風焼きそば」を名乗って販売する業者があったり、甲府鳥もつ煮が2010年のB-1グランプリ優勝した翌日から東京都内で多くの居酒屋が「優勝した甲府ご当地グルメ」のバナー掲示と共に販売を開始した。
ご当地グルメの本来の目的がまちおこしであるならば、そのまちで販売されなければ経済波及効果は起きない。
厚木シロコロ・ホルモンでは認証店推奨店制度を立ち上げ、厚木以外での販売を止めるよう発信している。
また地域団体商標を登録し管理するなども法的な効果が期待できる。
提供店舗によって異なることによる品質ギャップ
多くの人に「ご当地グルメはどの店でも同じモノ」と誤解されている点がある。実は、各家庭で食べられてきた料理は、その家庭によって多少の味付けが変わることもあるが具の内容、調味料など基本はほとんど変わらないのである。
例えば、太田焼きそばには確たる定義はなく、店によって使用する麺も極太麺もあれば極細もあり、ソースも真っ黒なものもあればあっさり味のものもある。それでも地元住民にとってはそういったスタイルがこの地域のご当地グルメであり、地域の独特の文化なのである。
観光客がご当地グルメを食したときに、以前の経験と内容や味付けが違うと当惑することと思われる。こういった場合にこそ、現場での観光客とのコミュニケーション力が求められてる。ご当地グルメは食文化であり、その土地の野菜、肉魚など地産の産物を使った地域の生活の中で、作り食べられ伝承されてきた、その土地特有の料理であり、ふるさとの味であることを観光客に伝えれる必要がある。
商品管理の懸念
食中毒などの対策や、消費者を迎え入れるおもてなし対策などといったQSC(Quality, Service, Cleanliness)の問題。